# فاصله با گذشت زمان
فاصله با گذشت زمان (انگلیسی: Distance Over Time) چهاردهمین آلبوم استودیویی گروه پراگرسیو متال آمریکایی دریم تیتر است که در ۲۲ فوریه ۲۰۱۹ منتشر شد و اولین اثر این گروه با لیبل  اینساید اوت بود. این آلبوم همراه با اعلام تور آمریکای شمالی معرفی شد که در آن گروه هم از آلبوم جدید پشتیبانی می‌کرد و هم بیستمین سالگرد انتشار پنجمین آلبوم استودیویی خود، کلان‌شهر بخش ۲: صحنه‌هایی از یک خاطره، را جشن می‌گرفت. تک‌آهنگ اصلی آلبوم، «فرشته افسارگسیخته»، همراه با موزیک‌ویدئوی آن در ۷ دسامبر ۲۰۱۸ منتشر شد. دومین تک‌آهنگ، «فرورفتن در نور»، در ۱۱ ژانویه ۲۰۱۹ و سومین تک‌آهنگ، «ناتوان»، همراه با ویدئوی خود در ۸ فوریه ۲۰۱۹ منتشر شدند. این آلبوم از نظر جایگاه در جدول‌های موسیقی موفق‌ترین اثر گروه تا به امروز است و در ۱۹ کشور در میان ۱۰ آلبوم برتر قرار گرفت، از جمله رتبه اول در آلمان و سوئیس.
این آلبوم در روز انتشار به رتبه اول فهرست ۱۰۰ آلبوم برتر آی‌تیونز رسید. همچنین، لودوایر آن را یکی از ۵۰ آلبوم برتر متال سال ۲۰۱۹ نامید.